# Дитхелм VI фон Тогенбург
Дитхелм VI (X) фон Тогенбург (на немски: Diethelm VI (X) von Toggenburg; * 1353; † 27 декември 1385) е граф на Тогенбург (1364 – 1385) в кантон Санкт Гален, Швейцария.

## Биография
Той е най-малкият син на граф Фридрих V фон Тогенбург († 19 февруари 1364) и съпругата му Кунигунда фон Фац († 6 февруари 1364), дъщеря на Донат фон Фац († 1337/1338) и Гуота фон Оксенщайн († сл. 1355). Брат е на граф Фридрих VI фон Тогенбург († 1375), Донат фон Тогенбург († 1400) и Крафт IV фон Тогенбург († 1368, Берн). Сестра му Ида фон Тогенбург († 1399) е омъжена 1360 г. за граф Рудолф III фон Хоенберг († 1389), и пр. 1392 г. за Хайнрих V фон Верденберг-Сарганс († 1397). Сестра му Маргарета фон Тогенбург († пр. 1367) е омъжена за Улрих Брун II фон Рецюнс († сл. 1415).
Дитхелм VI фон Тогенбург умира на 27 декември 1385 г. и е погребан в Уцнах.

## Фамилия
Дитхелм VI фон Тогенбург се жени за Катарина фон Верденберг и Хайлигенберг (* пр. 1387; † ок. 30 юни 1395/сл. 1397), дъщеря на граф Албрехт II фон Верденберг-Хайлигенберг († 1371/1373) и Агнес фон Нюрнберг († 1363). Те имат три деца:
- Фридрих VII фон Тогенбург (* 1387?; † 30 април 1436, Фелдкирх), граф на Тогенбург, женен за Елизабет фон Матч († ок. 3 октомври 1446)
- Клеменция фон Тогенбург († 1401), омъжена (1391, 1396) за граф Хуго фон Монфор-Брегенц-Пфаненберг († 1423/1426)
- Ита фон Тогенбург († пр. 20 юни 1414), омъжена ок. 1401 г. за граф Бернхард фон Тирщайн († 1453), син на граф Валрам IV фон Тирщайн († 1386)

Вдовицата му Катарина фон Верденберг-Хайлигенберг се омъжва втори път 1386/1387 г. за граф Хайнрих III (V) фон Верденберг-Сарганс-Вадуц († 23 януари 1397).